# Oosterbeek vasútállomás
Oosterbeek vasútállomás vasútállomás Hollandiában, Renkum községben, Oosterbeek településen.

## Vasútvonalak
Az állomást az alábbi vasútvonalak érintik:
- Amsterdam–Arnhem-vasútvonal

## Kapcsolódó állomások
A vasútállomáshoz az alábbi állomások vannak a legközelebb:
- Wolfheze vasútállomás
- Arnhem vasútállomás